# Gare d'Ibaraki
La gare d'Ibaraki (茨木駅, Ibaraki-eki) est une gare ferroviaire localisée dans la ville d'Ibaraki, préfecture d'Osaka. La gare est exploitée par la compagnie JR West.

## Service des voyageurs

### Accueil
La gare d'Ibaraki dispose de deux quais centraux.

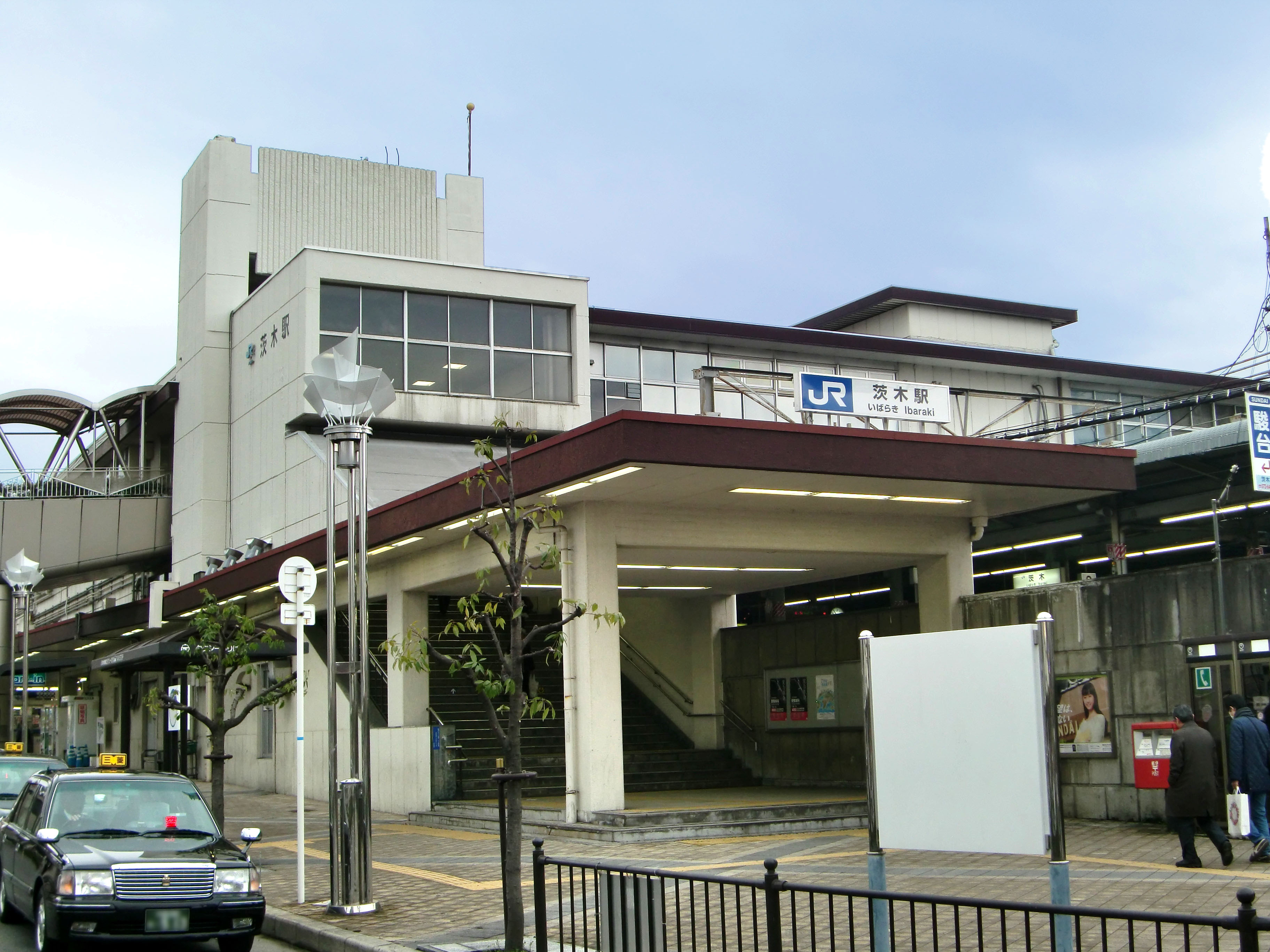
Sortie est de la gare

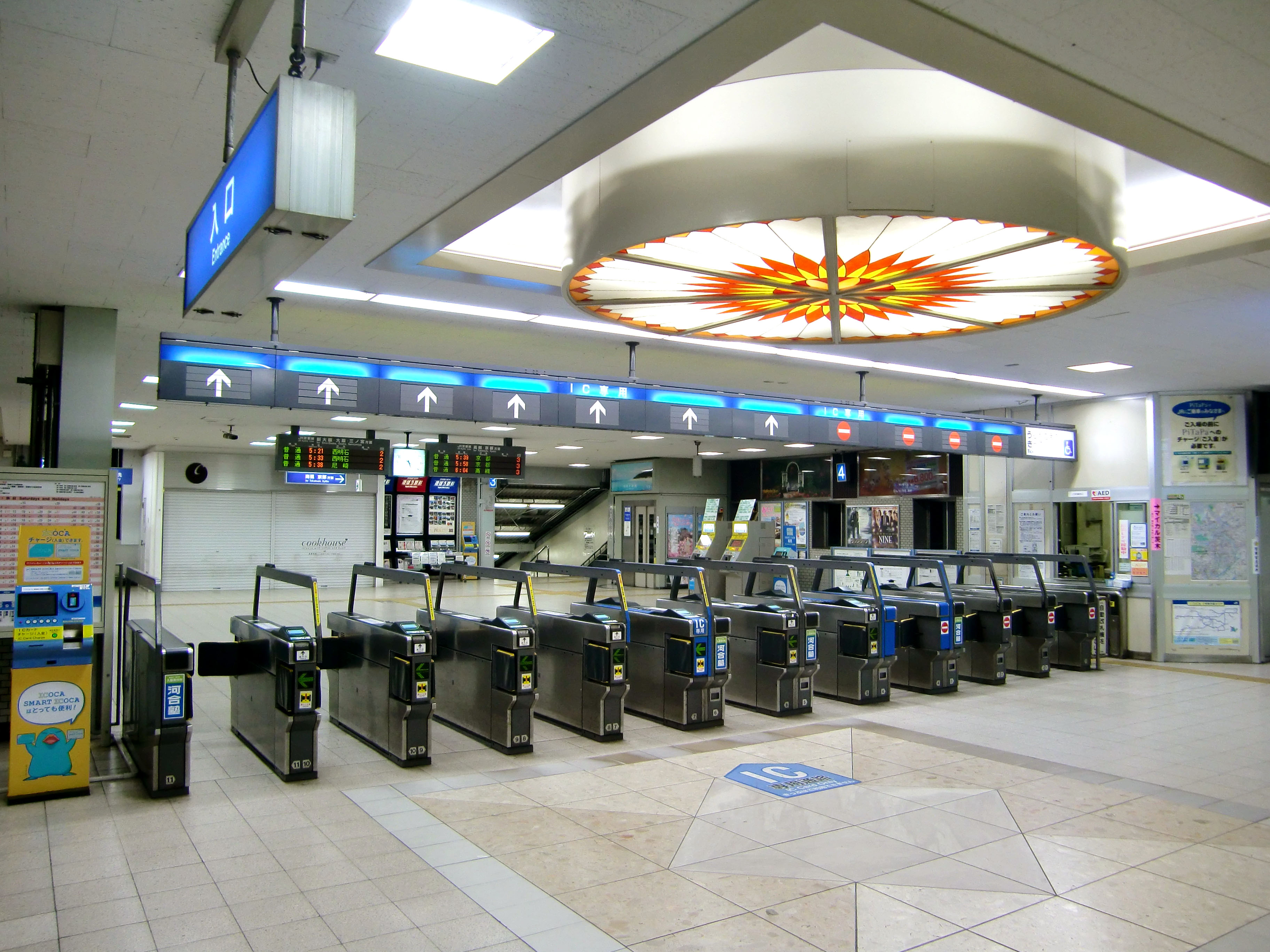
Entrée de la gare et sa rangée de poinçonneuses automatiques.

### Desserte
La gare est desservie par les trains locaux et Rapid Service. 
Les trains Special Rapid Service ne s'arrêtent pas à la gare d'Ibaraki.
| 1 | ■Ligne JR Kyoto | partie des Rapid Service pour Shin-Osaka, Osaka et Sannomiya le matin |
| 2 | ■Ligne JR Kyoto | pour Shin-Osaka, Osaka et Sannomiya                                   |
| 3 | ■Ligne JR Kyoto | pour Takatsuki et Kyoto                                               |
| 4 | ■Ligne JR Kyoto | partie des Rapid Service pour Takatsuki et Kyoto le matin             |